# Indische Cricket-Nationalmannschaft in Australien in der Saison 2011/12
Die Tour der indischen Cricket-Nationalmannschaft nach Australien in der Saison 2011/12 fand vom 26. Dezember 2011 bis zum 3. Februar 2012 statt. Die internationale Cricket-Tour war Bestandteil der Internationalen Cricket-Saison 2011/12 und umfasste vier Tests und zwei Twenty20s. Australien gewann die Test-Serie 4–0, während die Twenty20-Serie 1–1 unentschieden endete.

## Vorgeschichte
Australien spielte zuvor eine Tour gegen Neuseeland, Indien gegen die West Indies. Die letzte Tour der beiden Mannschaften gegeneinander fand in der Saison 2009/10 in Indien statt. Direkt im Anschluss spielten beide Mannschaften zusammen mit Sri Lanka ein Drei-Nationenturnier.

## Stadien
Die folgenden Stadien wurden für die Tour als Austragungsort vorgesehen und am 14. Juni 2011 festgelegt.
| Stadt     | Stadion                  | Kapazität | Spiele          |
| --------- | ------------------------ | --------- | --------------- |
| Adelaide  | Adelaide Oval            | 53.583    | 4. Test         |
| Melbourne | Melbourne Cricket Ground | 100.024   | 1. Test; 2. T20 |
| Perth     | WACA Ground              | 20.000    | 3. Test         |
| Sydney    | ANZ Stadium              | 82.500    | 1. T20          |
| Sydney    | Sydney Cricket Ground    | 48.000    | 2. Test         |

## Kaderlisten
Indien benannte seinen Test-Kader am 26. November 2011 und seinen Limited-Overs-Kader am 15. Januar 2012.
Australien benannte seinen Test-Kader am 24. Dezember 2011 und seinen Twenty20-Kader am 23. Januar 2012.
| Test | Test | Twenty20 | Twenty20 |
| Australien | Indien | Australien | Indien |
| --- | --- | --- | --- |
| - Michael Clarke (K) - Brad Haddin (VK & wk) - Dan Christian - Ed Cowan - Ryan Harris - Ben Hilfenhaus - Michael Hussey - Nathan Lyon - Shaun Marsh - James Pattinson - Ricky Ponting - Peter Siddle - Mitchell Starc - David Warner | - Mahendra Singh Dhoni (K & wk) - Virender Sehwag (VK) - Ravichandran Ashwin - Rahul Dravid - Gautam Gambhir - Zaheer Khan - Virat Kohli - Vinay Kumar - VVS Laxman - Abhimanyu Mithun - Pragyan Ojha - Ajinkya Rahane - Wriddhiman Saha (wk) - Ishant Sharma - Rohit Sharma - Sachin Tendulkar - Umesh Yadav | - George Bailey (K) - David Warner (VK) - Travis Birt - Daniel Christian - Xavier Doherty - James Faulkner - Aaron Finch - Brad Hogg - David Hussey - Brett Lee - Clint McKay - Mitchell Marsh - Shaun Marsh - Matthew Wade (wk) | - Mahendra Singh Dhoni (K & wk) - Virender Sehwag (VK) - Ravichandran Ashwin - Gautam Gambhir - Ravindra Jadeja - Zaheer Khan - Virat Kohli - Praveen Kumar - Vinay Kumar - Parthiv Patel (wk) - Irfan Pathan - Suresh Raina - Rahul Sharma - Rohit Sharma - Sachin Tendulkar - Manoj Tiwary - Umesh Yadav |

## Tour Match
| 15. – 16. Dezember Scorecard | Canberra | Cricket Australia Chairman's XI 398-6d (86) | – | Indians 320-6 (83.1) |
|                              |          | Remis                                       |   |                      |

| 19. – 21. Dezember Scorecard | Canberra | Indians 269 (79.1) & 90-2d (30) | – | Cricket Australia Chairman's XI 215-7d (59) & 100-0 (30) |
|                              |          | Remis                           |   |                                                          |

## Tests

### Erster Test in Melbourne
| 26. – 30. Dezember Scorecard | Melbourne | Australien 333 (110) & 240 (76.3) | – | Indien 282 (94.1) & 169 (47.5) |
|                              |           | Australien gewinnt mit 122 Runs   |   |                                |

### Zweiter Test in Sydney
| 3. – 7. Januar Scorecard | Sydney (SCG) | Indien 191 (59.3) & 400 (110.5)                  | – | Australien 659-4d (163) |
|                          |              | Australien gewinnt mit einem Innings und 68 Runs |   |                         |

Der indische Spieler Virat Kohli wurde auf Grund von beleidigenden Gesten zum Publikum mit einer Geldstrafe belegt.

### Dritter Test in Perth
| 13. – 17. Januar Scorecard | Perth | Indien 161 (60.2) & 171 (63.2)                   | – | Australien 369 (76.2) |
|                            |       | Australien gewinnt mit einem Innings und 37 Runs |   |                       |

Der indische Mannschaftskapitän Mahendra Singh Dhoni wurde auf Grund zu langsamer Spielweise für den vierten Test gesperrt. Er und das Team wurden zusätzlich mit einer Geldstrafe belegt.

### Vierter Test in Adelaide
| 24. – 28. Januar Scorecard | Adelaide | Australien 604-7d (157) & 167-5d (46) | – | Indien 272 (95.1) & 201 (67.4) |
|                            |          | Australien gewinnt mit 298 Runs       |   |                                |

## Twenty20 Internationals

### Erstes Twenty20 in Sydney
| 1. Februar Scorecard | Sydney (ANZ) | Australien 171-4 (20)          | – | Indien 140-6 (20) |
|                      |              | Australien gewinnt mit 31 Runs |   |                   |

### Zweites Twenty20 in Melbourne
| 3. Februar Scorecard | Melbourne | Australien 131 (19.4)        | – | Indien 135-2 (19.4) |
|                      |           | Indien gewinnt mit 8 Wickets |   |                     |

## Statistiken
Die folgenden Cricketstatistiken wurden bei dieser Tour erzielt.
| Tests            | Tests      | Tests   | Tests   | Tests   | Tests   | Tests   | Tests   | Tests   |
| Batting          | Batting    | Batting | Batting | Batting | Batting | Batting | Batting | Batting |
| Spieler          | Mannschaft | Spiele  | Innings | Runs    | Average | HS      | 100s    | 50s     |
| ---------------- | ---------- | ------- | ------- | ------- | ------- | ------- | ------- | ------- |
| Michael Clarke   | Australien | 4       | 6       | 626     | 125,20  | 329*    | 2       | 0       |
| Ricky Ponting    | Australien | 4       | 6       | 544     | 108,80  | 221     | 2       | 3       |
| Virat Kohli      | Indien     | 4       | 8       | 300     | 37,50   | 116     | 1       | 1       |
| Michael Hussey   | Australien | 4       | 6       | 293     | 58,60   | 150*    | 1       | 1       |
| Sachin Tendulkar | Indien     | 4       | 8       | 287     | 35,87   | 80      | 0       | 2       |
| Bowling          |            |         |         |         |         |         |         |         |
| Spieler          | Mannschaft | Spiele  | Overs   | Wickets | Average | BBI     | 5W      | 10W     |
| Ben Hilfenhaus   | Australien | 4       | 168     | 27      | 17,22   | 5/75    | 2       | 0       |
| Peter Siddle     | Australien | 4       | 124     | 23      | 18,65   | 5/49    | 1       | 0       |
| Zaheer Khan      | Indien     | 4       | 147     | 15      | 31,80   | 4/77    | 0       | 0       |
| Umesh Yadav      | Indien     | 4       | 118     | 14      | 39,35   | 5/93    | 1       | 0       |
| James Pattinson  | Australien | 2       | 75      | 11      | 23,36   | 4/43    | 0       | 0       |

| Twenty20s        | Twenty20s  | Twenty20s | Twenty20s | Twenty20s | Twenty20s | Twenty20s | Twenty20s | Twenty20s |
| Batting          | Batting    | Batting   | Batting   | Batting   | Batting   | Batting   | Batting   | Batting   |
| Spieler          | Mannschaft | Spiele    | Innings   | Runs      | Average   | HS        | 100s      | 50s       |
| ---------------- | ---------- | --------- | --------- | --------- | --------- | --------- | --------- | --------- |
| Matthew Wade     | Australien | 2         | 2         | 104       | 52,00     | 72        | 0         | 1         |
| Gautam Gambhir   | Indien     | 2         | 2         | 76        | 76,00     | 56*       | 0         | 1         |
| MS Dhoni         | Indien     | 2         | 2         | 69        |           | 48*       | 0         | 0         |
| David Hussey     | Australien | 2         | 2         | 66        | 33,00     | 42        | 0         | 0         |
| Virat Kohli      | Indien     | 2         | 2         | 53        | 26,50     | 31        | 0         | 0         |
| Bowling          |            |           |           |           |           |           |           |           |
| Spieler          | Mannschaft | Spiele    | Overs     | Wickets   | Average   | BBI       | 5W        | 10W       |
| Rohit Sharma     | Indien     | 2         | 7.2       | 3         | 18,66     | 2/29      | 0         | 0         |
| David Hussey     | Australien | 2         | 4         | 2         | 6,00      | 2/4       | 0         | 0         |
| Daniel Christian | Australien | 1         | 4         | 2         | 17,50     | 2/35      | 0         | 0         |
| Brad Hogg        | Australien | 2         | 7         | 2         | 20,00     | 1/19      | 0         | 0         |
| Vinay Kumar      | Indien     | 2         | 8         | 2         | 26,50     | 1/25      | 0         | 0         |
| Praveen Kumar    | Indien     | 2         | 6         | 2         | 27,50     | 2/21      | 0         | 0         |

## Player of the Series
Als Player of the Series wurden die folgenden Spieler ausgezeichnet.
| Serie | Player of the Series |
| ----- | -------------------- |
| Test  | Michael Clarke       |

### Player of the Match
Als Player of the Match wurden die folgenden Spieler ausgezeichnet.
| Spiel   | Player of the Match |
| ------- | ------------------- |
| 1. Test | James Pattinson     |
| 2. Test | Michael Clarke      |
| 3. Test | David Warner        |
| 4. Test | Peter Siddle        |
| 1. T20  | Matthew Wade        |
| 2. T20  | Ravindra Jadeja     |